# Enric Semper i Bondia
Enric Semper i Bondia (València, segles XIX - XX) va ser un arquitecte valencià que va treballar en diferents projectes arquitectònics i urbanístics i va assolir el càrrec d'arquitecte municipal de la seua ciutat.

## Biografia i obres
A l'Arxiu Històric Nacional es conserva la seua matrícula de la Universitat Central, a on consta que va ser deixeble de l'Escola d'Arquitectura de la Facultat de Ciències de la susdita institució durant el quadrienni 1864-1867.Segons Anna Sebastià i Alberola, hi ha constància que estigué matriculat entre 1869 i 1870 a l'Escola d'Arquitectura de l'Acadèmia de Sant Carles de València, on fou company de Joaquim Maria Arnau i Miramón. En suprimir-se a València l'ensenyament d'arquitectura (1871) els aspirants valencians a arquitectes es van veure obligats a prosseguir llur formació a Madrid. Aquell mateix any de 1871 fou comissionat oficialment per projectar el "Circ Gallístic" que hi hagué al carrer Maldonado de la ciutat del Túria. Després marxà a Madrid, on obtingué el títol d'arquitecte l'any 1876. Sis anys després, el 1882, va ser nomenat arquitecte municipal de Xestalgar per acord plenari del susdit ajuntament.
L'ajuntament de Catarroja li encarregà un projecte per a la construcció d'un nou cementeri, que va concloure l'any 1883, i, executades les obres, el susdit cementeri es va inaugurar el 1889. El seu estil predominant és neogòtic, encara que també hi trobem elements modernistes, d'arquitectura eclèctica, i fins i tot cubistes. De fet, es tracta d'un dels cementeris més importants del País Valencià.
El 1894 va aixecar un edifici per a habitatges de lloguer al Camí Nou del Grau de València, actualment l'avinguda del Port. El 1900 assolia el càrrec d'arquitecte municipal de València. A l'any següent projectà un immoble, on viuria després ell mateix amb la seua família, situat al carrer de la Pau, al cantó amb el carrer de les Comèdies. Hom li atribueix la construcció del Teatre Apol·lo de València, edifici inaugurat el 1876 i situat al carrer En Joan d'Àustria, el qual fou enderrocat el 1969 per aixecar-hi un conegut centre comercial ("Galerías Preciados").

## Plànols
|  |  |